# 安娜利娅·皮格雷
安娜利娅·皮格雷（法語：Analia Pigrée，2001年7月31日—），法国女子游泳运动员，主攻仰泳，2022年世界游泳锦标赛女子50米仰泳铜牌得主、2022年欧洲游泳锦标赛女子50米仰泳金牌得主。